# Noyellette
Noyellette là một xã trong tỉnh Pas-de-Calais, vùng Hauts-de-France, Pháp.
Noyelette có cự ly 7 dặm (11 km) phía tây Arras, trên đường D339.

## Dân số
| 1962                                                              | 1968 | 1975 | 1982 | 1990 | 1999 | 2006 |
| ----------------------------------------------------------------- | ---- | ---- | ---- | ---- | ---- | ---- |
| 99                                                                | 104  | 102  | 155  | 194  | 183  | 183  |
| Số liệu điều tra dân số tính từ năm 1962, dân số chỉ tính một lần |      |      |      |      |      |      |

## Địa điểm nổi bật
- Nhà thờ St.Pierre, thế kỷ 18.